# Уинтер, Ральф
Ральф Уинтер (англ. Ralph Winter; род. 24 апреля 1952) — голливудский кинопродюсер, который помог создать киноблокбастеры такие как «Люди Икс», «Фантастическая четвёрка» и «Звёздный путь», также как и фильм «Я, робот» и первый ремейк фильма «Планета обезьян». Его фильмы собрали в общем счёте более чем 2 миллиарда долларов в прокате.
Уинтер является членом Гильдии режиссёров Америки и Академии кинематографических искусств и наук.

## Фильмография
- 2018 — Во власти стихии / Adrift
- 2009 — Люди Икс: Начало. Росомаха / X-Men Origins: Wolverine
- 2007 — Три ключа / Three
- 2007 — Фантастическая четвёрка: Вторжение Серебряного сёрфера / Fantastic Four: Rise of the Silver Surfer
- 2006 — Люди Икс: Последняя битва / X-Men: The Last Stand
- 2005 — Фантастическая четвёрка / Fantastic Four
- 2003 — Люди Икс 2 / X2
- 2001 — Планета обезьян / Planet of the Apes
- 2000 — Люди Икс / X-Men
- 1999 — Инспектор Гаджет / Inspector Gadget
- 1998 — Могучий Джо Янг / Mighty Joe Young
- 1995 — Хакеры / Hackers
- 1994 — Кукловоды / The Puppet Masters
- 1993 — Фокус-покус / Hocus Pocus
- 1991 — Звёздный путь 6: Неоткрытая страна / Star Trek VI: The Undiscovered Country
- 1989 — Звёздный путь 5: Последний рубеж / Star Trek V: The Final Frontier
- 1986 — Звёздный путь 4: Путешествие домой / Star Trek IV: The Voyage Home
- 1984 — Звёздный путь 3: В поисках Спока / Star Trek III: The Search for Spock